# Stanislav Růžička
Stanislav Růžička (14. ledna 1872 Praha – 6. listopadu 1946 Praha) byl český lékař, univerzitní profesor, československý legionář v Rusku a osvětový pracovník. Byl medicínským inovátorem a propagátorem oboru eubiotiky, tedy všestranné péče o všechny aspekty lidského zdraví, v rámci čehož intenzivně spolupracoval s pedagogem a spisovatelem Eduardem Štorchem.

## Život
Narodil se v Praze do rodiny Františka Růžičky a jeho manželky Barbory, rozené Taflové. Měl pět sourozenců: Elišku (1867), Františka (1869), Rudolfa, eubiotičku Eleonoru Paulovou (1880–1940) a Ludvíka (1882). Oženil se s Helenou rozenou Váňovou (1881), se kterou měl dvě dcery: Helenu (1903–1993), v roce 1928 provdanou za Imricha Karvaše a Věru (1904–1983).

### Mládí a pedagogická praxe
Po vychození obecné školy a gymnázia vystudoval medicínu na české Lékařské fakultě univerzity Karlo-Ferdiandovy, studia ukončil r. 1897. Před rokem 1914 působil na fakultě jako pedagog a získal zde profesuru. Vydával též periodikum Časopis pro zdravotnictvo. Byl evangelického vyznání.

### První světová válka
Když v červenci 1914 Rakousko-Uhersko vyhlásilo válku Srbsku a došlo k rozpoutání první světové války, byl odveden do armády a se svou jednotkou odeslán jako vojenský lékař do Haliče na východní frontu. Následně upadl, či dobrovolně přešel, do ruského zajetí, a následně se přihlásil do nově vznikajících československých legií. Rovněž zastával pozici vojenského lékaře, mj. vedl pro legie Bakteriologický a epidemiologický ústav výzkumný v Čeljabinsku, kde mj. vyráběl očkovací látky pro potřeby legií, vydával rovněž periodikum Věstník. Roku 1918 zvolen náhradníkem poslance do sněmu čsl. legií v Rusku. S legiemi absolvoval celou Sibiřskou anabázi a vrátil se do posléze vzniknuvšího Československa přes přístav Vladivostok a následně mořskou cestou kolem Asie do Evropy.

### V Československu
Po návratu do Československa obnovil vydávání Časopisu pro zdravotnictvo, rovněž působil jako profesor hygieny na Univerzitě Komenského v Bratislavě.
Významně se zabýval životním stylem a životními podmínkami člověka, byl průkopníkem hygienické vědy a propagátorem zahradních měst. Je považován za zakladatele odborného oboru eubiotiky, kterou sám takto pojmenoval. Eubiotika navazovala na Galtonovu myšlenku eugeniky a vůbec na středoevropské hnutí reformy životního stylu (Lebensreformbewegung), reagující z vědeckého i aktivistického hlediska na akutní problémy související především s intenzivní industrializací. Úzce spolupracoval především s pedagogickým pracovníkem Eduardem Štorchem, který je považován za Růžičkova oborového následovníka. Své závěry Růžička shrnul ve své knize Eubiotika čili dobrožilství vydané roku 1926. Za cíl si vytyčil dle této doktríny změnit československé zdravotnictví vybudováním specializovaných lékařských ústavů a též celých osadních komplexů, které budou respektovat eubiotické životní potřeby.

### Projekt výchovné osady Růžičkov
Velkostatkář Alois Svoboda 7. října 1922 věnoval u příležitosti 70. narozenin T. G. Masaryka, k památce založení Československé republiky a uctění 250. výročí úmrtí J. A. Komenského československému státu rozsáhlé pozemky a nemovitosti v Praze-Troji, a to s podmínkou, že zde budovu vybudována osvětová a sociálně-humanitní zařízení ve prospěch mládeže původem i rasou československé v Komenského duchu. Počítalo se především s vybudováním rozsáhlého pavilónového komplexu škol a internátních zařízení všech stupňů, dětských domovů atd. Ministerská rada poté na přelomu let 1923 a 1924 ustanovila Kuratorium trojských nemovitostí, které mělo rozhodovat o přidělení pozemků. Část těchto pozemků byla využita k vybudování pražské zoologické a botanické zahrady, ačkoliv proti předání pozemků zoologické zahradě se ostře stavěl například Stanislav Růžička. V prosinci 1926 začalo Ministerstvo školství a národní osvěty jednat o využití pozemků s pražskou městskou radou, ministerstvem sociální péče a ministerstvem veřejného zdravotnictví a tělesné výchovy, ale žádná z oslovených institucí na nabídku nereagovala.
Na popud Eduarda Štorcha se příležitosti chopila Československá eubiotická společnost. K tomu založili Růžička a Štorch družstvo „Eubiotická škola a rodina“ a 5. listopadu 1928 zaslali Růžička jako předseda a Štorch jako jednatel přípravného výboru družstva ministerstvu školství první žádost, zatím o propůjčení 10 až 20 ha pozemků na dobu cca 80 let pro projekt školy v přírodě, rozličně diferencované, s odůvodněním odvolávajícím se na eubiotické principy a nutnost reformy školství a náležitých pokusů a vzorů, přičemž takové projekty by prospěly nejen dětem, ale mohly by být pedagogickou laboratoří příští učitelské fakulty.
Celý záměr byl nazván výchovná osada Růžičkov. Program družstva přislíbil, že bude zřizovat ústavy a školy, které by vyplňovaly mezery v tradičním školství pro všechny věkové kategorie: ústav pro kojence a útlou mládež; školy a ústavy pro děti ve věku od 6 do 14 let, školu v přírodě, zvláště pro děti tělesně oslabené, pomocnou školu pro děti duševně slabé, sirotčinec a útulek pro děti opuštěné, pro dorost a dospělé pak praktické ústavy a pokračovací odborné kurzy. Školy pavilónového typu měly být zpřístupněny i pro děti mimo osadu, a to především pro děti tělesně slabé a zdravotně ohrožené z přilehlých oblastí Podhoří, Bohnic, Podbaby, centra Prahy a venkova. Doprava měla být řešeny autobusy.
Ke škole měla být, kvůli lepšímu spojení školní výchovy s rodinnou, připojena i vzorová osada domků (50 až 80 rodinných domků se zahrádkami o celkové výměře cca 83 ha) rodin, které mají smysl pro moderní výchovu mládeže a pro plně zdravý a zdatný občanský život. Správy osady i škol se měli účastnit vychovatelští průkopníci, hygienikové-eubiotikové i příkladní občané (rodičovská rada). Pro nemajetné rodiny by bydlení bylo dostupné za symbolické nájemné nebo ke koupi na splátky. Osada měla být i hospodářsky téměř soběstačná, měly tu být administrativní budovy, prostory pro živnostníky, řemeslníky a obchodníky, společenská a kulturní zařízení, zdravotnická zařízení a další. V osadě však nesměl být hostinec, a kromě alkoholového abstinentismu program obsahuje i důraz na vegetariánství. Pracovní doba v místních továrnách by byla přizpůsobena výchově, vzdělávání a polozemědělskému rytmu života, ve druhé polovině dne by obyvatelé v rodinné pospolitosti obdělávali vlastní zahrádky, což by přispělo návratu k přírodě i generačnímu semknutí. V Trojském zámku, součásti Svobodovy donace, mělo být umístěno Světové ústředí eubiotické včetně eubiotické světové knihovny, muzea, výzkumné laboratoře, přednáškové síně a slavnostního sálu, v zámeckém parku pak letní eubiotické kurzy, pokusné eubiotické praktikum, škola v přírodě a zásobárna ovoce.
Kuratorium při ministerstvu školství 13. února 1930 vydalo usnesení, že zřízení obytné kolonie neschvaluje, a to jednak vzhledem k důvodným pochybnostem o finančním krytí výstavby a provozu budov. jednak vzhledem k tomu, že v darovací listině nenalezlo oporu pro záměr výstavby obytných domů. Podpořilo by však výstavbu všech navrhovaných školních institucí. V říjnu 1930 se pak družstvo Eubiotická škola a rodina sloučilo s Československou eubiotickou společností zdravotnickou. Eubiotická společnost se pak až do roku 1935 neúspěšně pokoušela o získání pozemků prostřednictvím Hygienického ústavu lékařské fakulty Univerzity Komenského v Bratislavě, který Růžička vedl, kvůli špatným vztahům Růžičky a bratislavské lékařské fakulty s profesorským sborem pražské lékařské fakulty Univerzity Karlovy však posudek z pražské fakulty vyzněl nepříznivě a kuratorium na jeho základě návrhy opět zamítlo.

### Úmrtí
Zemřel 6. listopadu 1946 ve věku 74 let při tragické autonehodě v Maďarsku, kdy se jeho automobil střetl s americkou misí. (po přihlášení)

## Dílo

### Spisy
- O jedovatosti vydechovaného vzduchu – 1890–
- Experimentální příspěvek k nauce o resorpci – Praha: Česká akademie císaře Františka Josefa pro vědy, slovesnost a umění (ČAVU), 1895
- Pokusy o umělém zažívání krycího epithelu různých sliznic – Praha: ČAVU, 1896
- Pokusy o resorpční schopnosti granulační tkáně – Praha: ČAVU, 1898
- Kritické a pokusné studie o otázce jedovatosti vydechovaného vzduchu – Praha: ČAVU, 1899
- O proměnlivosti některých charakteristických vlastností mikrobů – Praha: ČAVU, 1899
- Příspěvek k otázce filtrace mléka – Stanislav Růžička a Josef Rambousek. Praha: ČAVU, 1899
- O lázních. 1. část, hygienická – Praha: s. n., 1900
- Pravidelná přísada mořské vody do potravy je nevyhnutelným prostředkem k udržování zdraví – Bratislava: vlastním nákladem, 1900–
- Školní lékař: jeho potřeba, význam a úkol – Praha: v. n., 1900
- Pokusné studie o některých v praxi málo povšimnutých pramenech otrav kysličníkem uhelnatým – Praha: ČAVU, 1901
- Pokus na sobě o využitkování výživných látek při různých množstvích vody s potravou do žaludku zavedené – Praha: ČAVU, 1902
- Pokusný příspěvek ke studiu chování se leukocytů vůči cizím tělískům do organismu vniklým – Praha: ČAVU, 1903
- Studie k vypracování methody světloměrné pro účely hygienické: fotometrie relativní – Praha: ČAVU, 1904
- Význam mléka pro výživu člověka, zejména pro výživu levnou – Praha: Klub přátel veřejného zdravotnictví, 1905
- Nová jednoduchá methoda ku zjednání atmosféry vzduchové kyslíku prosté (jako methoda k jednoduchému, spolehlivému pěstění přísných anaerobů) – Praha: ČAVU, 1906
- Hlavní zásady hygienické životosprávy – Praha: Josef Pelcl, 1913
- Základy národního zdravotnictví: spása lidské společnosti v návratu ke přirozenému základu: život rodiny v soužití s přírodou. Hygienická stránka problém správné organizace lidské společnosti – Praha: Bursík a Kohout, 1921
- Rodina v soužití s přírodou je ztracený a zapomenutý jediný přirozený pilíř kultury veřejného zdraví: problém zdravého uspořádání lidské společnosti analyzovaný hygienikem. Praha: Andreas Haase, 1922
- Sociální eubiotika – Bratislava; Vídeň; Wroclaw: Emil Haim, 1924
- Eubiotika – Bratislava: Academia, 1926
- Soustavná zdravověda: zdravotní kultura národní založená na eubiotice, jakožto základ veškeré národní a státní kultury. 1. část: Úvodní kapitoly. Bratislava: Časopis pre zdravotníctvo, 1926
- Systém hygieny: na základě nové nauky o dobrém životě [eubiotiky]: zdravá lidová kultura založená na eubiotice jako základ celé lidové a státní kultury – ve spolupráci s prof. Dr. O. Bail a ostatními specialisty. Bratislava: v. n., 1927
- Pravidelné používání mořské vody nevyhnutelným způsobem zachování zdraví obyvatel vnitrozemských oblastí – Bratislava: Časopis pre zdravotníctvo, 1928